# Carmen (kommune)
 For alternative betydninger, se Carmen. (Se også artikler, som begynder med Carmen)
Carmen er en kommune i delstaten Campeche i Mexico.
18°38′42.968″N 91°49′48.914″V / 18.64526889°N 91.83025389°V
Byen var Lille indtil 1970 da Pemex opdagede petroleum i regionen.